# Grambogård
Grambogård er et dansk slagteri beliggende i Tommerup på Fyn. Virksomheden omsætter for ca. 45 mio. kr. årligt.

## Historie
Grambogård var oprindeligt en kværgfarm, men da en mejerist flyttede ind i nabohuset, begyndte planerne om at starte et selvstændigt mejeri. Mejeriet blev åbnet i oktober 1998. Kort tid efter blev en slagterforretning i Tommerup købt af mejeriet for at begynde en produktion af slagtervarer. Samtidig blev en grisefarm få kilometer fra Grambogård opkøbt. I dag har Grambogård indgået samarbejde med flere fynske landbrug om levering af slagterivarer. Mejeriet gik konkurs i 2009, men slagteridelen fortsatte. 